# Ратничкин, Илья Александрович
Илья Александрович Ратничкин (6 июня 1973, Свердловск, СССР) — советский и российский футболист, защитник.
Воспитанник свердловской ДЮСШ «Уралмаш», тренер И. В. Кузнецов. В 1990 году сыграл одну игру во второй лиге за «Уралмаш». В 1991—1992 выступал в турнирах КФК в составе «Металлурга» Верхняя Пышма. В 1993—1996 годах провёл 98 игр за «Уралмаш» в высшей лиге. В 1997 году перешёл в нижегородский «Локомотив», но в середине сезона вернулся в «Уралмаш». Первую половину сезона-1999 провёл в команде первенства Свердловской области «ЯВА-Кедр» (Новоуральск), в августе перешёл в клуб третьего дивизиона (КФК) «Новосибирск-Олимпик». 2001 год провёл в составе команды во втором дивизионе. Следующие два сезона отыграл в «Урале», после чего завершил профессиональную карьеру.